# ZETMAN
『ZETMAN』（ゼットマン）は、桂正和による日本のSF漫画作品。読切り作品と連載作品が存在し、本項では連載作品を中心に記述する（読切りについては読切版を参照）。
作者にとっては青年誌初連載作品 で、『週刊ヤングジャンプ』（集英社）において2002年48号より連載。2006年6月より約1年に亘る長期休載後、2007年26号より連載が再開。
2014年34号にて第一幕が完結。最終巻である20巻の巻末には第二幕も予告されていたが様々な事情で実現していない（後述）。
2017年1月時点で累計発行部数は400万部を突破している。
2012年4月から6月までテレビアニメが放送された。

## 概要
科学技術が非常に発達した現代（もしくは近未来）の日本が主な舞台。大企業「アマギコーポレーション」の極秘研究によって生み出された新たな生命体 「Z・E・T」と「プレイヤー」、そして同じくアマギの研究によって生み出された正義の味方「アルファス」に関わるストーリーが、ホームレス出身の「ジン」とアマギの社長御曹司「コウガ」を中心として描かれる。20年以上に亘る話を回想を交え断片的に描いており、第一幕完結に際しても明かされていない謎が多く、ストーリーの全容は未だに見えていない。
基となった読切版「ZETMAN」（後述）とは、単純な勧善懲悪に疑問を呈した「正義とは? 悪とは何か? 」といったテーマは共通するものの、設定などで共通する部分は少なく、ほとんど別作品である。青年誌に移ったことを活かし、近年の『週刊少年ジャンプ』では不可能な、暴力的・性的・非道徳的といった過激な描写を含む作品となっている。
コミックは、冒頭6 - 8ページがカラーページであり、表紙カバーには、凹凸感のある特殊印刷が使われている。通常の青年コミックスと比較すると若干高い価格となる。また、コミック化の際には、コマ割りの変更・性描写の削除など大幅な加筆修正が多箇所にされている。
複数の専門家にデザインを依頼しており、プレイヤーなどのクリーチャーデザインには、韮沢靖、寺田克也、アルファスや一部のクリーチャーのデザインは竹谷隆之、アマギエレクトロのワゴンは鳥山明といった専門家が協力している。
桂がかつて手掛けてきた変身ヒーローものの要素を多分に含むが、主人公であるジンは基本的に不完全な形でしか変身せず、タイトルにもなっているゼットマン（ZET）が完全な形で登場するのは物語終盤になってからである。アニメ版でコウガ役を演じた宮野は「これは変身ものじゃなくて、そこに至るまでの人々の思惑とかが描かれるヒューマンストーリー」と表現している。
ちなみに、連載を始める前に鳥山明と色々話したが、鳥山は「結構いいネタ思いついたのに全部無視された（笑）」と言っていた。そのネタの一つは、「（主人公たちの）一人はサラリーマン、もう一人は警察の設定にしよう」というものだったが、桂は「それいいっすね」と言っていたが、連載が始まったら「全然違っていた」。

## あらすじ

### プロローグ ジン
雨の降りしきる路地裏。白いコートを纏う青年が鬼のような姿の男に銃口を向けていた。時は遡り、手の甲に円状のコブを持ち、強靭な肉体を持つ不思議な少年ジンはホームレスではあるものの大好きな「じィちゃん」と二人で平穏に暮らしをしていた。しかし突然、ジンとじィちゃんの前に異形の殺人鬼が現れ、ジンの生活は激変することとなる。

### 第1章 コウガとジン
プロローグより数年後、ジンは以前に助けた「おばさん」に引き取られ平穏に暮らしていた。放火現場近くを通りかかったジンは、かつて自分の前に現れた殺人鬼とよく似た異形の放火犯との戦いを始める。一方、正義の味方に憧れるアマギの御曹司コウガは、放火犯を捕まえるべく放火現場へと乗り込む。放火現場においてコウガとジンが運命の出会いを果たす。

### 第2章 青義
コウガの前に「ヒーローになる手助けをしたい」という謎の男が出現。彼はそのテストとして一つの問題を出す。今溺れさせられている妹とこれから殺されてしまう3人組のどちらを助けるか? 妹のもとへ向かいその安全を確認したコウガだったが、翌日テレビで3人組の変死体が見つかったことを知る。謎の男を倒しヒーローとなるため、コウガは謎の男の挑戦を受けその屋敷へと乗り込んでいく。

### 第3章 哀情
1・2章より2年後、ジンが暮らすゴーストタウンに一人の家出少女が迷い込みプレイヤーに襲われる。ジンは少女を助けるため、ひいてはプレイヤーを倒すために ZET へと変身する。そして『本当のZET』に近づきつつあるジンを連れ、光鎧は共に2年振りの研究所へと向かうこととなった。

### 第4章 悽春
ZET完全覚醒への鍵を失ったジンたち。ついにアルファスプロジェクトを始動したコウガ。さらにプレイヤーたちも動き出す。密かにエボル幹部たちは裏切り者への粛清を始めたのだった。その陰謀に巻き込まれ、ジンとコウガはZETとアルファスとして再会を果たす。

### 第5章 覇界
クリスマスイヴの夜。平穏な街に突如響き渡った爆音と共に、殺戮を始めるプレイヤーたち。その惨劇が白日の下に曝される中、灰谷は「人類への復讐」を高らかに宣言するのだった。だが直後に灰谷は組織を追放され、アマギ打倒を目論む者たちと共謀して独自に行動を始める。そして一週間後の大晦日。灰谷と組んだテロリスト、エボル組織、そしてジンとコウガたち…、様々な思惑が集うアマギタワーを舞台に惨劇が幕を開ける。

### 第6章 葬刻
アマギタワーの爆発の中、互いの正義の違いに確執するコウガとジン。しかし、コウガの覚悟を聞いたジンはその胸に赤い杭を受け入れ、ついにZET完全体への扉が開く。それはジンの人としての日々の終焉を意味していた。一時は暴走するも小葉や佐山の呼び掛けで自我を取り戻したジンだが、一方でコウガは中田二郎事件で抱えた心の闇と、早見の負の遺産によって豹変。ZETとアルファス、二つの「正義」が激突する。

### エピローグ
アマギタワーの事件の後、自身の暴走を悔いたコウガは罪の告白と自殺を決意するが、ジンに阻止され、記憶を消された。同時にエボル組織が表舞台で本格的に動き出し、日本は「エボルという驚異に対抗する」という建前でエボルによって裏から支配されてしまう。5年後、監視社会と化した日本にて、ジンはZETとしてエボルと戦い続けていた。

## 登場人物
- 声はテレビアニメ版の声優。声優表記のない人物は特に説明がない場合はアニメ版に登場していない。

### ジンの家族
神崎 人（かんざき じん） / ジン
声 - 浪川大輔、朴璐美（子供時代）
本作の主人公。左手の甲に円（リング）状のコブを持つ不思議な少年で、非常に高い身体能力を持つ。しかしその正体は神崎博士の研究によって生み出された生命体 ZET。10歳頃までをじィちゃん（神崎悟郎）と共にホームレスとして過ごし、その後におばさん（川上明美）に引き取られる。自身の秘密を知って光鎧らのもとへ向かって以降は、ゴーストタウンに建てた家で再びホームレスに混じって暮らしていた。身体能力を活かし、小さい頃から用心棒のようなことをして金を稼いでいる。幼少期に「じィちゃんと暮らす家を建てるために金を貯める」という動機で人助けをしていたせいか、人助けをする度に一万円の謝礼を要求する癖がある（実際に一万円を貰ったのは明美を助けた時だけ）。
心や感情を持たずに生み出され、神崎の教育によってそれを徐々に芽生えさせていたため、青年に成長した現在でも未だ精神的な不安定さを持つ。それ故に口は悪いが、心は非常に純粋で、私利私欲のための行動を取ることなど全くと言っていいほどない。戦闘に於いては常に冷静な判断を下し、高い戦闘力で的確に相手を仕留める。自身の死への恐怖は持ち合わせていないが、誰かが命の危機に晒されると自分を犠牲にしてでも助けようとする。また、おばさんと暮らしていた頃に交代で食事当番を務めていたためか料理が得意で、炊き出しでその腕を披露している（家に置いていた本も料理本ばかりだった）。
2章（15歳頃）にて火事現場でのプレイヤーとの戦いにて光鎧にZETであると気付かれて拉致される。そこで自身の出生の秘密を知り、最初は非協力的だったが、ZETに覚醒して人類を守ることが結果的に大切な人を守ることだと考え、ZETに成る決意をする。その後もZETに完全に覚醒すべく光鎧などに協力するが、花子と同棲を始めてからはZETを捨てて人として生きるという考えに傾き、ZET覚醒に消極的になる。
クリスマスに花子にZETの姿を見られたことで自暴自棄になるも、灰谷への怒りからその野望を潰すためにアマギタワーへと向かう。しかし覚醒が不完全故に苦戦したり、人間たちを助けようとして危機に陥る姿を見たコウガに「今の君では誰も救えない」と諭され、エボル組織で作られた覚醒の杭を打ち込まれる。コウガの意志を聞いたことで自身も決意を固め、遂に完全体へと進化。一時は自我を失って暴走するも、小葉や佐山の呼び掛けによって正気を取り戻した。
その後、結果的に花子を自らの手で殺したことで生き甲斐を失ってしまい、コウガの手で殺されることを望むほどに絶望する。しかしZETの生命力故に死にきれず、また、豹変したコウガが民衆を嗾けて明美を殺そうとしたため、コウガに戦いを挑み、激闘の末に彼を正気に戻した。数日後、自身とアマギの罪を暴露して命を断とうとしたコウガを拉致。「親友」としてコウガを救うために彼の記憶を消し、悪の汚名を被ってでもエボルと戦う道を選んだ。
3章の時点で「たぶん17歳」と言っており、全編を通し背丈等からもコウガと同年代であるが、これは逃亡後に神崎によって成長をコントロールされたためであり実際には誕生からは20年以上経っている。愛情を理解していないので恋愛にも疎く、花子に好意を寄せられても気付かなかった。しかし潜在的に小葉を意識している様子がある。
アニメ版ではコウガや小葉と幼少期からの知り合い。最終的に「人間を救うためにプレイヤーを全て殺す」「正義のために苦渋の決断も必要だ」というコウガに対し、「誰も見殺しにしない」という考え方の違いから決別し、掃除人やマスターと協力しながら、人間を襲うプレイヤーと戦う道を選ぶ。
神崎 悟郎（かんざき ごろう）
声 - 千田光男
ジンと共に生活するホームレスの老人。ジンからはじィちゃん、ホームレス仲間からはゴローさんと呼ばれている。その実はN・E・T / Z・E・T両プロジェクトに深く関わっていた科学者であり、ZET の生みの親。ZET（=ジン）を「私の子供」と呼び人間として生かすことを望み、プレイヤーによる研究所の崩壊時にZETを連れて行方をくらましていた。その後、老人の容姿に整形したうえでホームレスとなり、ジンを自分の孫として育てていた。
目醒めたプレイヤーに襲われ左腕を根元から切断されたことが致命傷となり、プレイヤーからジンを救った後に絶命。しかし、その肉体は直ちにアマギによって回収され、首から切断。頭部を機械と繋ぎZETの多くを知るデータベースとして活用すべく、脳のみを生かし続ける措置が施された。声帯がないため、言葉を発することはないが、意思はモニターに文字で表示される。一度、光鎧らを欺きジンを完全な人にすることに成功する。その後、ジン自らに問いかけさせることでZET覚醒の方法を聞き出そうとするも、ジンは機械を外してそれを拒否する。その後、灰谷らに研究所が襲撃された時にカメレオン男に首を持ち去られてしまう。
アニメ版ではジンの外出中に既に致命傷を負わされており、ジンが帰宅して間も無く息を引き取った。
川上 明美（かわかみ あけみ）
声 - 早水リサ
ジンの育ての親。ジンからはおばさんと呼ばれるが、おばさんと言われると怒る。元ヒモの梶村に襲われていたところをジンに助けられ知り合い、神崎の死後ジンを引き取って15歳頃まで育てる。ジンを引き取って間も無く梶村の襲撃を受け、顔に消えない大きな傷を付けられてしまう。初登場時はサクラの源氏名でセクシーパブ・ピンクピーチちゃんで働いていたが、ジンを養子にしてからは風俗の仕事はやめて、クレープの屋台を営んでいる。明美にも実子がいるが、別れた夫に引き取られている。
2章終盤で黒服Aに頭を撃ち抜かれ、更にプロトタイプに喰われかけた姿を見せられたことがジンのZET細胞を爆発させる。その後、黒服Aに撃たれて完全に死亡したかに見えたが、実はそれは全てジンの覚醒を促すために光鎧らが用意した偽者で、本人は無事であった。ジンとは「両親が見つかった」と説明されて引き離されたが、光鎧らの計らいによって息子の親権を取り戻し、現在は息子と暮らしている（アニメでは光鎧らに協力する条件としてジンが提示した）。この時、ジンは用心棒で貯めた大金を「傷跡を消すための足しにしてほしい」として置いていくが、その傷跡はジンとの繋がりだとして治療せずに未だ残している。一度ペンダントを返すためにジンと再会しており、去り際にはジンから「おかあさん」と呼ばれた。
アマギタワーでのテロの際、テレビに映る花子が必死にジンの名を呼んだことで、ジンが事件に関わっているかもしれないという不安に苛まれ、自身もアマギタワーに向かう。その最中に花子の暴走に巻き込まれ、ZETに変身したジンに助けられた。コウガがZETを殺そうとした際にはそのZETがジンであると察し、コウガや暴徒と化した民衆を止めようとしたためにコウガに「悪」とみなされ、民衆を嗾けられるも再びジンに助けられる。その後も清造にジンを脅迫する人質に取られるが、灰谷とジンに救われた。
アニメ版ではジンに助けられた時にコウガ、小葉とも顔見知りになっており、ジンと別れた後も小葉とは交流が続いている。原作と違って顔の傷は梶村にではなく、切り裂き魔からジンを守ろうとした際に付けられた。エピローグでは小葉と共に炊き出しのボランティアをしており、ジンがZETとして戦っていることを知っている素振りを見せる。

### 天城家
天城 高雅（あまぎ こうが） / コウガ
声 - 宮野真守、甲斐田ゆき（子供時代）
世界的な大企業アマギコーポレーション社長令息で、次期社長となることを周りから期待されている。容姿端麗・成績優秀・スポーツ万能である。火事の際の親子救出劇をきっかけに、女子中高生を中心としたファンが急増、まるで芸能人やアイドルのような人気を誇る。幼少時に熱中したアニメ『銀河超人アルファス』に憧れ、正義の味方になることを夢見続けていた。その恵まれた潤沢な資金や環境を存分に使い、夢を実現させようとする。ただし、中学時代の彼の行動には「正義を行う」ために「正義の味方になる」のではなく、「正義の味方になる」ために「正義を行う」という因果の逆転が見られ、小葉からはその正義感に対して疑問をもたれていた。それは、大企業の後継ぎとしての重圧と孤独に苛まれ続けたために、大好きなヒーローであるアルファスへの依存と憧憬を強めていった結果である。
中学時代に連続放火事件の犯人を捕まえてヒーローになることを夢見て現場に勇んで乗り込むも、その惨状に立ち竦み、更に出会ったジンによって自身の無力さを痛感させられる。ジンが助けた親子を自分が助けたことにされ、一躍時の人となるが、その件と直後に小葉に「褒められたいだけに見える」と指摘されたことで以降は正義について苦悩するようになり、そこを中田二郎らに付け込まれることになる。その後の二郎事件から生還したものの右手を失い、以降は義手を使用している。1章では私立虹華学園中等部3年。3章で高校生となり、本格的にアルファスプロジェクトを始動する。
青年に成長してからは非常に正義感が強く、自分の持つ正義を貫くことを善しとするが、それが良くも悪くも純粋で融通が利かない。如何なる悪にも立ち向かう力強さを持つ一方で、空気の読めない発言でデートを気まずい雰囲気にしたことも。ジン曰く「こいつの正義バカは筋金入り」。しかし同時に二郎事件の凄惨な経験が精神に大きな爪痕を残し、心に闇を抱える結果となっており、やがて物語終盤の悲劇へと繋がっていく。
アルファスとして初めての実戦にて、ジンと再会。その後、ZETについて知った後はジンを「本物のヒーロー」として自身の目標とするようになる（アニメではZET化したジンを「ゼットマン」と呼ぶことがあった）。アルファスの性能を以てしても敵わないプレイヤーの強大さを知ったことでより力を渇望し、同時にジンへの憧れを強めていくが、正義についても更に苦悩するようになる。そしてアマギタワーでのテロの際、早見の策略によって蟲を付けられ、更には早見の配下によって新たに開発されていた未完成のアルファススーツを身に着けてしまったことにより、スーツから投与される薬と蟲の作用によって戦闘能力の向上と引き換えに徐々に正気を失う。ついには二郎事件による心の闇が爆発し、正義感が暴走。二郎や早見の思い描いていた通りの「冷徹なヒーロー」と化してしまい、ジンと敵対することになる。
正義のためならどんな犠牲も厭わないほどに豹変したことでジンには「ただのクソヤロー」と罵倒される。激突の末、第一話冒頭のシーンへと繋がる が、敢えて悪の汚名を被ろうとするジンの姿に一郎のことを思い出し、同時に蟲が死んだことで正気を取り戻す。事件後、記者会見にてアマギの真実と自身の罪を打ち明けた後に服毒自殺しようと考えるが、ジンに拉致され、ブレインスキャナーで記憶（豹変する前後からの記憶全て）を消された。世話役として送り込まれた陰禅からジンが母を殺したと告げられ、以後、アマギ社長兼アルファスとしてエボルと戦う道を歩む。しかしジンが母を殺した件については、ジンに記憶を消された事実と証拠の不自然な程の多さから疑惑を抱いており、ジンを見つけ出して真実を問い質すべく行動している。
アニメ版では小学時代からジンと知り合いという設定となっている。出会ったのはジンがひったくりを退治した時（原作では第一話で描かれているシーン）。また、二郎事件で右腕を切断されることもないため、義手は使用していない。二郎事件も高校時代に発生するため、放火事件の後は小葉の指摘に受けたショックで「正義」に迷っていたが、早見の立案したアルファスプロジェクトを受けて再び正義と向き合う決意を固める。ジンと決別する結末は原作同様だが、蟲や記憶消去の件は無く、直前に起きた二郎事件と、連続する惨劇によって精神的に追い詰められたことが原因となっている。事件の首謀者達はおろか両親に花子と、正義の為に次々と手を血で染め、「暴きの輪がある限りジンはプレイヤーを呼ぶ」とジンと相対した際には悪そのものの形相と化していた。しかしジンの圧倒的な力で捻じ伏せられ、佐山や光鎧に諭されたことで冷静さを取り戻した。三年後にはアマギ社長兼アルファスとしてエボルと戦っているが、エボルの勢いが衰えていることからジンもどこかで戦っていると認識する。
天城 小葉（あまぎ このは）
声 - 花澤香菜
高雅の妹。小学時に母と一緒に炊き出しのボランティアに参加し、そこでジンと出会い、憧れを抱く。中学時に街で襲われかけていたところをジンに再会し助けられ、ジンのことを「天使くん」と呼ぶ。高校時代には再び母と共に炊き出しのボランティアに参加し、その際にジンと再会。以降、知人になっている。
中学時代にコウガに半ば強引に連れ出された火事現場にてジンのペンダントを拾い、高校進学後にジンと再会して以降も返せずにいたが、意を決して返しに行った際に海老蔵に襲われて瀕死の重傷を負わされる。ジンとコウガに助けられて一命を取り留めるが、コウガが敢えてブレインスキャナーを使わせなかったことで事件の記憶は残り、心に傷を抱えることになる（首にも傷跡が残っている）。さらにその後の事件で屋敷が爆破され、以降は鈴木のアパートに身を寄せる。
ジンに好意を抱いてはいるが、それを口には出せず自分の気持ちにも素直になれないため、未だ伝えられずにいる。とは言え周知の事実ではあるのでよく指摘されるが、その度にムキになって否定している。ジンと花子が付き合っていると一応は認識しているが、ジンへの想いは変わっていない（ジンが屋敷を訪れた際にはわざわざ小綺麗な服に着替えてきたほど）。
兄であるコウガについては嫌っているわけではないが、彼が隠し事が多いことから信用しきれておらず素直に接することができずにいる。また、兄のかつての「純粋ではない正義」には疑問を抱いており、彼に振り回されつつそれを指摘することがあった。母が祖父に折檻を受けて以来、天城家にもアマギにも良い感情は無く、母と兄だけが家でのオアシスであった。
大晦日に炊き出しのボランティアをしていた際、鈴木らテログループによって母共々拉致され、アマギタワーのテロに巻き込まれる。そこでジンの正体を知っても尚、陰禅からジンを庇い、それがジンが自我を取り戻すきっかけとなった。しかし直後にコウガが豹変。ジンに兄を止めるように懇願する。一連の事件によって家も両親も失い、兄とも「会いになんか行かない」と決別。ジンが皆を助けるために戦っていた一方、自分は何もできなかったと悔やみ、看護師を目指して勉強を始めた。
1・2章では私立虹華学園中等部の2年。3章以降では高校生。5年後のエピローグの頃には大学も卒業し、片田舎の小さな医院で新米看護師として働いている。
アニメでは小学時代に既にジンと親しくなっている。また、当時からコウガに無理やりパトロールに連れ出されていた。中学以降の設定は原作から多少前後しており、炊き出しのボランティアは原作ではやっていなかった時期である中学時代から行なっている。ジンとも不良グループの溜まり場ではなく炊き出しをしていた公園で再会する。一方で、アニメではジンは炊き出しには参加していないため、以降は磯野兄弟戦前までジンとは会っていなかった。また、磯野兄弟に拉致された時は舟に襲われている。エピローグではジンの行方を気に掛けつつ明美と共にボランティアを続けている。
本作は女の子がメインの作品ではないため、魅力的になり過ぎないように小葉の胸は小さめにしたと桂は語っている。
天城 光鎧（あまぎ みつがい）
声 - 飯塚昭三
アマギコーポレーション会長であり創業者であり前社長。高雅と小葉の祖父。自身の夢の実現のためにN・E・Tプロジェクトを組織させた人物。自社の開発したプレイヤーの逃走に強い責任を感じており、Z・E・Tプロジェクトをはじめとし、プレイヤー絶滅を使命として全人生を捧げている。機密のためであれば無実の人であろうと「消す」ことへのためらいはなく、目的のためには手段を選ばない冷徹さを持っている。本人の言によると、妻をも人体実験に利用して廃人にさせたらしく、その際は激しく動揺したものの霧島に「必要だった」「大いなる一歩」と告げられた事で興奮し、それを境に「人でなし」になったと言う。かつてはアマギの人間がホームレスと関わる事を許せず、ボランティアをしていた葉子に折檻を喰らわせた事がある。現在ではそのような感情は無く、折檻の件も悔いてはいるが、その所為で未だ小葉には恐れられている。
ジンの協力を得てからは徐々にその感情に変化が現れ、ジンには人としての幸せを掴んで欲しいとも思うようになり、穏やかな性格に変わっていく。同時に孫であり、アルファスとしては我が子でもあるコウガにも協力を惜しまなくなるが、芝木がエボルの本部から逃げてきたことで再びZET覚醒に乗り出し、再び冷徹さを表面化させ始める。
実はZET覚醒という共通の目的の為に密かにマスターと契約を結んでいた。エボルのカリスマを生み出すというマスターとは逆にエボル殲滅を目的としているため、マスター側の裏をかいて行動していた。しかしそれもマスターには見抜かれており、終盤にて黒服Aによってエボルの本部へと拉致される。伝説の13人の前に突き出され、清造に真実を告げられると霧島の生存を確信し、自ら「人でなし」に戻る事を宣言。再びマスターと手を組むようになる。
アニメではマスターと接触する事は無く、アマギタワーのテロではジンが去った後に現れ、コウガを諭した。
天城 清造（あまぎ せいぞう）
声 - 広瀬正志
アマギコーポレーション社長。光鎧の息子で高雅・小葉の父。厳格な性格で、コウガ曰く「選民意識の塊」。身体能力も優れている。二郎にはプレイヤープロジェクトの首謀者と名指しされているが、本人の弁ではN・E・Tプロジェクトの存在を知っている程度でありプレイヤープロジェクトは存在も知らなかったと言う。しかし鈴木の台詞では、過去に大勢の人間を人体実験に利用するよう指示し、多数の犠牲者が出たとのこと。その中に鈴木の婚約者もいたため、鈴木からは並みならぬ憎悪を向けられることになった。
その実態は人体実験の指示者でこそ無いものの、エボル組織のスポンサーであり、彼らが人間社会に溶け込んで行動できるように全面的に支援していた。実際はN・E・Tプロジェクトはおろか、プレイヤープロジェクトも把握しており、地下コロシアムも加部ではなく清造の発案であったことも示唆されている。加部に連れられて地下コロシアムに赴き、初めて培養液の中のプレイヤー（後のマスター）を見た際に知性を感じ、彼らに意志と自由を与えるべく暗躍していた。マスターに光鎧との「契約」を持ちかけるように促した張本人でもある。
アマギタワーのテロに際して死んだと思われていたが、それを利用して自身の存在を抹消。マスターのパートナーとしてエボル組織に加わろうと目論んでいたが、マスターにとっては人間である上に私欲の塊である清造は対等な存在にはなり得なかった。その為、自身の株を上げる為に苦し紛れに明美を人質に取ってジンを殺そうとするも、灰谷に手首を切り落とされ、更にジンに殴り飛ばされた。その後の生死は不明。
アニメ版ではコウガによって射殺される。
天城 葉子（あまぎ ようこ）
声 - 久川綾
清造の妻で高雅・小葉の母。小葉の幼い頃に炊き出しのボランティアに参加したことが光鎧にばれて折檻を受け、このことが小葉の祖父に対するトラウマの原因となっている。これ以降も隠れてボランティアに参加しており、コウガの救出時にはこのために連絡がつかなかった。コウガのことを叱ったことがなく、それがコウガを不安にさせていた。2章において離婚、もしくは離婚に繋がる内容を切り出したようであるが清造は離婚を拒否しており、3章以降は別居中で、鈴木のアパートに暮らしていた。そのことがコウガには「自分達を捨てた」と認識されている。
ボランティアの最中に鈴木等に小葉共々拉致され、アマギタワーのテロに巻き込まれる。豹変したコウガを諭すが、テロ首謀者の一味である鈴木を助けようとした事と、「悪い事をした自分を叱って欲しい」と言うコウガの願いに応えなかった為、息子によって撃たれて死亡。これがコウガの暴走の決定打になってしまう。
アニメ版では別居しておらず、コウガとの仲も比較的に良好である。清造を庇ってコウガに撃たれ、小葉に看取られながら息を引き取った模様。

### アマギコーポレーション
加部 衛（かべ まもる）
声 - 楠見尚己
アマギコーポレーション社員で、初代社長の時からアマギを支えていた重鎮。将来コウガが社長に就くことに不安を覚え、早見を次期社長に推していた。
光鎧の側近としてN・E・Tプロジェクトにも関わっており、二郎の生み出した人造生物に着目し、プレイヤーとしてN・E・Tプロジェクトの資金源にすることを考案。さらに清造の命令で二郎にプレイヤーの開発の指示を出した。コウガが救出された後、自殺。早見によると二郎や田坂の企みによってプレイヤープロジェクトに関わっていたことが発覚したために自殺したとのことだが、実際は全てを公表しようとした為、早見がブレインスキャナーによって洗脳を施し、自殺させていた。
アニメ版では二郎事件と平行して起こった「クリスマスの惨劇」後のアマギの記者会見時に一郎の蟲により自殺させられた。
早見（はやみ）
声 - 鈴村健一
アマギ社員で本人曰く、「元々はただの科学者」。加部が次期社長へと推していることから、かなりの切れ者であると思われる。軍事産業部のアルファスプロジェクトを進め、このプロジェクトによってコウガをヒーローにしようとしている。しかしそのために冷徹な判断を下すことも厭わない。
実は中田二郎事件の首謀者「加藤」の正体であり、事件のシナリオを描いた張本人。その目的はアマギを乗っ取ることである。二郎事件の段階ではアマギを潰せれば良かった為にコウガ自身の生死には関心が無かったが、三人組が助けを求めて来た事で、自然に振舞う為に彼を救出。コウガが生き延びた場合のプランとして用意していたアルファスプロジェクトを実行に移していた。コウガをヒーローに仕立てたのも、アマギの乗っ取りに利用する為であり、彼を「冷徹なヒーロー」へと作り替える事を画策している。後に清造に正体を見抜かれ、強制的にブレインスキャナーに掛けられて一時廃人と化すが、その後脱走。灰谷らと共謀してアマギタワーでテロを起こす。
思惑通りに事が運んだと思いきや、灰谷達の策略で起きた爆発により起きた混乱の中、流れ弾に倒れる。しかし予め用意していた薬によってプレイヤーのような怪人へと変貌し、生き延びようとするも、その場に現れた緋下に襲い掛かった際に逆に撃たれて死亡した。
アニメ版では最初からコウガをヒーローに仕立てるべく、アルファスプロジェクトを推進する。その後、二郎事件で高雅と対面、自身の野心を語る。しかし、スキを突かれセルデリートOP1カットモードで切り伏せられる。死に際でも「人形は人形らしくしてりゃよかった」と言い放ち、シュートモードでとどめを刺された。
3人組
声 - 新垣樽助（緋下孝之） / 松尾大亮（丸山太二） / 相馬幸人（志村亜剛）
関連会社アマギエレクトロの社員。怪しげながらも便利な道具の開発などを行ない、正義の味方を目指すコウガに中学生の頃から協力していた。早見にも内心「天才的な技術を持っている」と言わしめるほど。アルファスプロジェクト始動後はコウガの要望によってプロジェクトに加わり、アルファススーツの開発に携わるようになる。火災事件以来、尊敬の意を込めてコウガをさん付けで呼んでいたが、逆に本人に疎外感を与えていた。一連の事件の後は黒服Bの提案でアマギを辞めて身を隠す事になり、早苗の研究を手伝うようになる。
作中でコウガに名前を呼ばれた志村以外の2人の名前は不明だったが、これは初登場時に既にコウガと知り合いであった事で、不自然に自己紹介を入れることはせずそのまま名前を出さず進めたため。アニメ化の際にようやく名前が設定された。
緋下孝之
名前の通り髭の生えた男で、3人組のリーダー的存在。清造の命令で早見の記憶の解析を行っていたが、早見によって撃たれて気を失う。その後、怪物と化した早見に殺されそうになるも、持っていた銃で咄嗟に彼を射殺した。
丸山太二
名前の通り肥満体質の男。3人の中では最も冷静な性格。
志村亜剛
背の高いおかっぱ頭の男。後にメイに散髪の実験台にされて髪型が変わった。早見を「殴りたい」と言った丸山に対し「いや、殺した方がいい」などと過激な発言をした事がある。天城邸爆破事件後はしばらくジンやコウガ達と行動を共にしており、アマギタワーのテロの際には丸山と共にコウガをサポートし（しかしそれが結果的にコウガの暴走に繋がる）、コウガを正気に戻したジンの元に駆けつけて彼らを保護した。
黒服A
声 - 内田夕夜
光鎧の側近。黒服Bに比べると厳格な性格。使命とあらば冷徹な行動を取ることも辞さない。黒服Bと共にジンを監視、サポートする。本名は不明。
実は本物の黒服Aは既に殺害されており、現在の彼の正体はマスターによって送り込まれたエボル組織のスパイである。光鎧を監視する役割を担っており、長い間黒服Aに成り済ましていた。アマギタワーのテロの際には入院中の光鎧を連れ出し、マスターの元へ連行した。
アニメではスパイが成り代わっている設定は無く、最後まで光鎧に付き従っていた。
黒服B
声 - 楠大典
光鎧の側近で体格の良い方。黒服Aと同じく本名不明。カメレオン男との戦いで右目を負傷し、以降は眼帯を装着している。プロローグの頃は冷徹に目撃者を始末していたが、実は厳つい見た目によらず気さくな性格でコミカルな面も多い。感情表現も豊かだが、故に黒服Aに比べると迂闊なところも。カメレオン男の一件で命を救われた事もあり、ジンに対しては友人のように接している。ジンがZETに覚醒し、人としての人生を捨てようとした際に「少しは自分を大切にしろ」と訴えたが、既に覚悟を決めたジンには聞き入れられなかった。
アマギタワーのテロではジンと共に戦い、ジンの計らいでカメレオン男に引導を渡した。最後は生存者達を連れて脱出し、事件後は早苗やメイ、3人組達のボディガードとなる。
アニメ版では右目を失うシーンはなく、最初から眼帯をしている。
原田 早苗（はらだ さなえ）
岸本博士の婚約者。元々は大学教授だった岸本の教え子で、岸本がスカウトされる際に一緒に参加した。天城邸において使用人兼、研究データのバックアップなどを担当していた。岸本・杉田博士の死亡後は、博士を失ったジン達をサポートすることに。わずか5日で白ZETまで覚醒させる覚醒補足成剤を完成させるなど科学者としても優れている他、図太い神経の持ち主でもある。岸本の件を話題に出されても表面上は淡々とした態度を崩さなかったが、彼の悲願であったZETの覚醒をジンがやめようとしている事を知ると声を荒げており、また、岸本の仇であるカメレオン男が泣いて命乞いをした際には黒服Bに容赦無く殺させた。アマギタワーの事件後はメイが1人でも生きられるように、彼女の身体の研究と教育を始める。
田坂 秀樹（たさか ひでき）
アマギコーポレーション広報部。加藤と共に二郎を研究所から救い出し、その復讐心を利用してアマギコーポレーション乗っ取りを計略する。アマギを失墜させるために殺人ゲームのみならず、拉致した少女達とコウガのコピー達による乱交パーティまで企て、挙句コウガ自身が乱交パーティを仕組んだという証拠を残すためにコウガと茉柚に性行為を強要するなど、歪んだ精神の持ち主。コウガには「ウジ虫以下」とまで言われる。一郎と二郎を撃ち、茉柚を捕らえてコウガの前に突き出すも、直後に一郎の起こした爆発でコウガ達を逃がしてしまい、逆上してコウガに襲い掛かるが返り討ちに遭う。最期は命乞いをし、コウガにも「貴様は法に裁かれる」と助けられそうになったものの、二郎によって射殺された。
アニメでは中田二郎事件は早見と二郎が起こした事になっており登場せず、乱行パーティも無い。
加藤（かとう）
中田二郎事件の真の首謀者。事件当時は姿を見せなかったが、その正体は早見。加藤とは研究施設の情報をリークした鈴木が名乗った偽名であり、N・E・Tプロジェクトの犠牲になった鈴木の婚約者の苗字である。

### 研究チーム関係者
中田 二郎（なかた じろう）
声 - 堀勝之祐
コウガの前に現れた謎の男で、コウガがヒーローになる手助けをしたいと申し出る。その正体はプレイヤーの生みの親。元々は大学教授だったが、息子の一郎がひき逃げで植物状態に陥ってからは人の世に失望し、完成が「人類の終焉」を意味するN・E・Tプロジェクトに喜んで参加した。N・E・Tチーム時代に「異胞共有による安定」により生み出した生物が加部の目に留まり、プレイヤープロジェクトとして分離独立した新たな研究チームを任される。しかし金儲けの見世物というプレイヤープロジェクトの目的を知り、加部に口答えしたがために、研究所に一郎の遺体と共に閉じ込められ抹殺されかける。プレイヤーの技術によって一郎を蘇生させ、その代償として自身は「命のクスリ」が必要な老化の激しい体となる。しかしこの体は水だけで生命を維持出来るというメリットも持ち合わせ、結果としてこのために研究所に監禁された状態でも生き延びることが可能となった。その後、アマギへの復讐心を募らせながら研究所で約16年を過ごし、加藤（早見）達に救出されてからはコウガを利用し清造を始めとしたアマギに復讐を果たすべく、彼らを共謀して中田二郎事件を起こす。
コウガを自分にとって都合の良い「冷徹なヒーロー」に教育し、復讐の手駒とするべく何人もの少女の命を弄びながらコウガを心身共に追い詰めていく。しかしコウガが「冷徹」という正義を否定し、自身の正義を貫き続けた為、巻き込んだ少女達を茉柚以外の全員を惨殺。満身創痍のコウガに自身の素性と目的を語るが、実際は早見達に利用されていただけであり、現れた田坂に撃たれる。一郎の手による研究所崩壊の際に、誰も生きて返さないとして茉柚と田坂を撃つ（茉柚はコウガのプロテクターを着ていたため助かる）が、一郎に蟲を付けられて自分の手で一郎を射殺してしまう。そのまま銃創と老化によって倒れ、「人の心を失った人でなし」としての死を待ち望むが、死に際の一郎に「おとうさん」と呼ばれた事で皮肉にも最期の瞬間に人の心を思い出し、「あまりにも残酷だ」と嘆きながら息を引き取った。
アニメ版ではコウガの中学時代ではなく高校時代に接触。灰谷や早見と共謀し、アルファスプロジェクトと並行してコウガに「テスト」を課す。また、平穏に暮らしたいというエボルに「情けない」と言い放ったり、アマギへの敵愾心をマスターに窘められる場面も見受けられた。最期は逆上したコウガに一郎を射殺された事で動揺した所を容赦なく撃たれ、コウガの変貌ぶりに笑みを浮かべて絶命した。
中田 一郎（なかた いちろう）
声 - 南央美
二郎の息子で、帽子を深く被って顔を隠しながら二郎と行動を共にしている少年。蟲を憑けることで人を操ることができ、その人の心が読める。また、テレパシーも使える。幼少時にひき逃げに遭いずっと植物状態だったが、二郎と共に研究所に閉じ込められた際に生命維持装置を外され死亡。その後二郎の手により補足体によって命を補い蘇生したが、心を持たずただ生きているだけの存在となっていた。田坂達の手によって救出された際に日光を浴び、補足体を出現させ人外の姿に。ただしそのおかげで脳が活性化され人らしさを取り戻す。プレイヤー的な面もあるが、偽造人間ではなく人間をベースとしているため、人間とプレイヤーの中間と考えるのが妥当と思われる。
二郎の指示によって多くの無関係の人間（主にコウガのファンの少女達）を操り殺してきたが、操った多くの人間の心を読んだ経験とコウガの行動から心を理解する。このためコウガの行動の正しさと自分の今までの行動の間違いに気付き、乱交パーティーの最後の生き残りであった茉柚を助けて研究所を崩壊させる。その途中で田坂に撃たれるが致命傷には至らず、蟲を使ってコウガと茉柚の脱出を促した。最期は自分自身の存在を消すべく二郎に蟲を付けて自らを撃たせ、死亡する。コウガ曰く「純粋で罪も無い命」。
後に早見によって彼のクローンが生み出され、これを媒体としてコウガのアルファススーツの強化へ繋がった。
アニメ版ではコウガの正義を好きとは言っていたが協力する事は無く、二郎共々コウガに射殺される。
霧島 零允（きりしま れいじ）
N・E・Tプロジェクトの中心人物で、神崎と共に偽造人間を生みだした天才科学者。また、ZETを生み出したシステムも彼によって作られた物であることからZ・E・Tプロジェクトにも深く関わっている者と思われる。光鎧曰く、ジンが生み出された偽造人間の形成システムを再現するデータを記憶している唯一の人物。プレイヤーの襲撃による研究所の崩壊の際に行方不明になったと思われていたが、実際はマスターや清造に保護されており、マスター以外は知らない場所で今も尚N・E・Tの研究を続けていると言う。光鎧の発言によると、プレイヤーに意志を持たせる事が出来るのは霧島以外に存在せず、彼らの進化も自然発生したものではなく霧島による人為的なものであったことが示唆されている。第一幕では名前だけの登場。
杉田（すぎた）
声 - 伊藤栄次
霧島・神崎を失った後の研究チームの中心人物。光鎧によって新たなZETの製造を指示されていたが、天才である霧島・神崎には及ばず、生み出せたのは理性が無く寿命も短い偽物だけだった。その為、本物のZETを探すように光鎧に進言していた。最期は研究所を襲撃したカメレオン男によって殺害される。
アニメ版ではジンのコピーの攻撃から光鎧を庇って致命傷を負い、「完全体になったジンを見てみたかった」と言い残して死亡した。
岸本 浩（きしもと ひろ）
杉田と共に霧島・神崎を失った研究チームでの研究を続ける科学者で、脳内の記憶を読み込む装置「ブレインスキャナー」の開発者。プレイヤーの研究所襲撃の際には一時はジン達と合流するも、カメレオン男に黒服Bを人質に取られた事でやむなく神崎の頭部の保存倉庫のロックを外させられ、その後殺害された。
殺害される7年前までは大学教授であり、光鎧によってスカウトされた事でプロジェクトに参加していた。研究の完成まで外界との接触を断たれる仕事であり、婚約者の早苗とも引き離されてしまったが、本人はそれを「人類の未来がかかっているから」と了承していたと言う。
芝木（しばき）
かつて神崎の助手をしていた研究者。プレイヤーによる研究所襲撃の際に拉致され、そこで言われるがままに研究をする日々を送っていた。長い年月をそうして過ごすうちにいつしか自身もその生活に馴染んでいたが、灰谷にエボルの真の目的を聞かされ、それを伝えるためにメイを連れて逃走してきた。ジンが完全なZETに覚醒する方法も知っていたが、それを話す前にジンのコピーに自殺に見せ掛けて殺害される。しかし亡骸をブレインスキャナーに掛けたことで情報を引き出すことには成功した。

### プレイヤー / エボル
N・E・Tプロジェクトの過程で生み出された人造生物。及び、それに類する者たち。作中で名前が出てこない者が多いため、名前はその特徴から便宜的につけたもの。
名前後ろの〈〉内はそのプレイヤーの世代。
切り裂き魔 / カメレオンエボル 〈G1〉
声 - 酒巻光宏
ジンが初めて出会ったプレイヤー。カメレオンのような姿をしており、良く伸び鋭利な舌を持つ。完全に裏返る前から発作の様に人を切り裂き、連続殺人犯として噂になっていた。自身を止めるため自殺しようとしていた所をジンに助けられ本格的に目醒めてしまう。ジンと神崎との闘いの中で、神崎の左腕を切り落とし致命傷を負わせるが、既にメルトダウンが始まっており、出来損ない呼ばわりした神崎に飛び掛かった勢いで小屋の木片に突き刺さってしまい、そのまま自壊した。
アニメ版では裏返る前から殺人衝動を抑えられておらず、普段から自らの意思で殺人を行なっていた。神崎やホームレス達を惨殺した時点にはジンと遭遇せず、灰谷に唆されて梶村に代わってジンとおばさんを襲撃する役割となっており、メルトダウンも起こしていない。高笑いしながらおばさんの顔に傷を付けるが、それによって一時的に覚醒したジンに倒された。
掃除人（そうじにん）
声 - 小山力也
マントで頭から全身を覆っている。エボルが人として静かに暮らすため、裏返り暴走してしまったプレイヤーを始末する役割を担っており、エボル達から恐れられている。但し、裏返った後でしか探知できない為に大抵は後手に回ってしまい、暴走する者が多いと対処しきれない場合もある。腕が剣の様な形をしており、その腕で刺すことによってプレイヤーやその死体を消滅させることが出来る（人間の死体も消滅させられる）。異形の力を使っても理性を失っておらず、また、近くにいるジンがZETとしての覚醒を停止しているためプレイヤー（エボル）以外である可能性も高い謎の生命体。
当初は暴走したプレイヤーの始末という役割を果たすのみであったが、ジンを始末せず「命を大事にしろ」と諭して去った。しかし一方で後に本気でジンを消しにかかるなど、行動原理はあくまで組織（マスターの意思）に忠実である。陰禅すら蚊帳の外に置いてマスターと会話しており、組織でも高い地位に就いている模様。最後はアマギタワーにて灰谷を追い詰めるが、背後から陰禅の奇襲を受けて倒された。
アニメ版では灰谷にも敬語を使っている。終始マスターに従い、アマギタワーのテロには出向かなかった為に倒される事もなく、エピローグではマスターのメッセージをジンに伝えている。
放火魔 / ファイヤーエボル 〈G2〉
声 - 小野友樹
炎を自在に操るプレイヤー。闘技場で戦っていたプレイヤーの1体らしく、完全に目醒める前から各地で放火を行なっていた。肉体が損傷しても火によって再生が可能。その為に正義の味方を目指すコウガのターゲットとなり、ジンとコウガが出会うきっかけとなる。ジンに出会った当初はまだ理性を保っていたがすぐに裏返り、ジンに襲い掛かる。ジンに致命傷を与えるがそれによってZET因子を爆発させることとなり、不完全ながらもZETへと変身したジンに圧倒される。それでも火で肉体を再生させようとした所を、コウガが持ち込んでいた消火スプレーによって顔の周囲を真空状態にされ、窒息。そのままアパートの崩壊に巻き込まれて死亡した。
切り裂き魔同様、アニメでは人間の姿の時から既に衝動のまま凶行に及んでいた。崩壊に巻き込まれて死亡した原作と異なり、最期はジンに心臓を貫かれて倒された。
蜘蛛男
放火魔とほぼ同時刻に目醒め、蜘蛛の巣を張って女子高生を喰らっていたが、駆けつけた掃除人によって始末される。
女性体育教師
声 - 原島梢
人間として私立虹華学園中等部の体育教師となり生活をしているエボル。買収され、小葉の水泳補習をまるで溺死させる現場のように見せかけ、ライブ映像を二郎の元に送る。この映像を見せられたコウガは小葉が殺されると思い込んで救出に向かうも、これはコウガの判断力を試す為の二郎のテストであり、最初から小葉を殺す気はなかった。結果、コウガは判断を間違えたとされ、一郎の付けた蟲によってコウガのファンの少女が3人殺害された。しかし本人は平穏な生活を望んでおり、協力したことを後悔し、それ以上関わることも避けたがっていた。
蟹（かい）/ カニエボル 〈G2〉
声 - 酒巻光宏
磯野兄弟の長男。変身後の姿は蟹をモチーフとしており、デザインは韮沢靖が担当している。泡で人間などを溶かす能力を持ち、裏返った際には手が大きなハサミとなる。ガムを使い半端ながらも覚醒したジンに圧倒されながらもどうにか逃げるが、掃除人によって抹殺された。
海老蔵（えびぞう）/ エビエボル 〈G2〉
声 - てらそままさき
磯野兄弟の次男。兄弟と共に田中を襲うが、長男が裏返った際には掃除人を恐れてその場を去る。その後、灰谷によって弟と共にタカ派へとスカウトされ、さらにZETの殺害を依頼される。兄弟の中では一番慎重な性格をしており、灰谷から譲り受けた魔法のクスリも弟の使用を確認してから使用。兄弟の中では最も高い戦闘力を持ち、兵隊となる小型のプレイヤーを生み出す事が可能。更には体の一部を予め切り離しておく事で、例え倒されてもその分身に本体を移して生き延びる事ができる。
薬使用後はジンをじわじわと甚振ったり、小葉に重傷を負わせてその苦痛と恐怖の表情を愉しむという嗜虐性を見せる。その後、アルファススーツを纏ったコウガと交戦し、終始有利に運ぶが、ZETに覚醒したジンが乱入した事で形勢が逆転する。しかしそれと同時にメッセンジャーが放った蟲によって強化され、コウガとジン二人を圧倒。だが最後はジンとコウガの連携プレイの前に敗れ、予め用意していた分身も既にジンに破壊されていた為にそのまま死亡した（ジンは先に舟を倒した事で彼らの特性を知っていた）。変身後の姿は海老をモチーフとしており、デザインは竹谷隆之が担当。
アニメ版では蟲を付けられる事は無く、ジンが完全体から白ZETに戻った際に一度は有利に立つも、最終的にはコウガに分身を全滅させられると同時にジンに心臓を握り潰されて死亡した。
舟（しゅう）/ フナムシエボル 〈G2〉
声 - 竹田雅則
磯野兄弟の三男。兄弟と共に田中を襲うが、長男が裏返った際には掃除人を恐れてその場を去る。その後、灰谷にタカ派へとスカウトされ、ZETの殺害を依頼される。灰谷の誘いに即座に乗ろうとするなど、次男に比較すると考えが浅い。一度は掃除人を撃退するものの、その後再び田中を襲っている最中に海老蔵からの呼び出しを受け、その途中にZETに覚醒したジンに遭遇。相手がZETであると気づくと敵意が無いように振る舞ったが、暴きの輪で無理矢理裏返させられ、本音を声高らかに叫んだ為に瞬殺される。死に際に分身を放って生き延びていたのも空しく、追ってきたジンに容赦なく倒され、尚も生き延びようと放った分身も瞬殺された。変身後の姿はフナムシをモチーフとしており、デザインは次男と同じく竹谷隆之が担当。
アニメ版では海老蔵の分身に代わって自身が小葉の首を切り付けるも、アルファスとして駆け付けたコウガに一度倒される。その場を逃げ延びた後は、原作通り花子を犯しに行く途中でジンに倒される。分身も即座に潰された。
犀刀（さいとう） / サイ男 〈G1〉
かつて闘技場から最初に脱出した「伝説の13人」の中の1人で、サイのような大きな角を持つ。苗字の漢字は明らかに可笑しいが、誇りからそう名乗っている。カメレオン男、灰谷と共に研究所を襲撃。ジンに襲いかかり致命傷を与えるも、そのことによりジンを ZET へと覚醒させてしまい、瞬殺される。エボル組織でも高い身分のはずだが研究所襲撃には自ら出向いており、後に灰谷にも堂々と軽んじられていた。
アニメ版ではジンとは戦わず、灰谷と共にアマギタワーを襲撃したが、コウガに倒された。また、人間の時の姿も見せている。
カメレオン男 / カメレオンエボル 〈G2〉
声-酒巻光宏
カメレオンのような風貌をし、背景に同化する能力を持つプレイヤー。プロローグに登場した切り裂き魔と同じく鋭利な舌を持つが、関係は不明。犀刀・灰谷と共に研究所を襲撃し、黒服Bの片目を潰し、岸本を殺害。神崎の頭部を持ち去る。このことにより、黒服Bは仇として彼に激しい怒りを抱くことになる。灰谷が組織から独立した後も行動を共にしており、後にアマギタワーで再びジンと対峙。背景と同化してジン達を苦しめるも、ジンの攻撃で心臓がむき出しになる。必死の命乞いも空しく、早苗から「神が許しても岸本は許さない」と告げられた黒服Bに容赦なく射殺された。
尾張（おわり）
玩具会社キャッスルトイの会社員。普通のビジネスマンの風貌だが、仕事のトラブルの腹いせに通行人を殺害する危険人物。裏返った姿は描かれていないが、尻尾で人を刺していた事から蠍型のプレイヤーと推測される。木下とは長い付き合いのようだが、彼の動向を陰禅らに報告していた。
小森（こもり） 〈G1〉
コウモリのような姿をしたエボルで、陰禅と共に木下を誘拐する。裏返り後の醜い姿に強いコンプレックスをもっており、（実際は偶然の産物なのだが）自分をデザインしたという木下を逆恨みする。人間形態時はチンピラのような風貌。G1だが「伝説の13人」ではなく末端の構成員である模様で、陰禅の事も様付けで呼んでいた。
灰谷 政次（はいたに せいじ）/ エンヴィル 〈G3〉
声 - 遊佐浩二
エボル組織の幹部であり、組織の頭脳でもある。ジンをエボルに勧誘したり、磯野兄弟にジンの殺害を依頼したりと行動に謎が多く、重要な作戦でさえゲームのように楽しんでいる節がある。真の姿はエンヴィルというプレイヤーであり、その名の通り天使（エンゼル）と悪魔（デヴィル）を合わせたようなデザインである。天使を模した本体と悪魔を模した羽を持ち、目は顔ではなく腹部と両手の掌にある。マスターの細胞から作られた「抑制の指輪」によって裏返りを防いでおり、ジンの暴きの輪をも無効化している。
組織とは別の目的で動いているようで、組織の規範を逸脱した行為が多い。そのため、マスターに始末されそうになるが辛うじて一命を取り留め、その後は組織とは独立して行動を開始する。大晦日にアマギタワーにてクラシックの指揮台に立ち銃を乱射して観客を無差別に殺害。その後、早見達がテロを実行すると次々と策を打って事態を混迷させていき、ジンやコウガを時に追い詰め、時に助けるなど真意の読めない行動を繰り返す。その目的は「ジンを見ていたい」「ジンはこの世界のカリスマになるべき」と語っている。最後は掃除人に致命傷を負わされるも、結果的に陰禅に助けられた。5年後には陰禅の前に現れ、ジンを徹底的に追い詰め、しかし決して殺さないようとに忠告する。
アニメ版では世代の設定が無く、ジンの幼少期に既に誕生している。マスターすら敵わない強力なエボルとして登場し、一連の事件の黒幕として暗躍する。平穏を望むマスターとは逆にエボルのカリスマとしてZETを覚醒させる事を目的としている。最後は暴きの輪でエンヴィルへと裏返り、コウガが手も足も出ない戦闘力を見せつけるが、ジンに敗れてアマギタワーから落下する。しかし、心臓を握り潰されたにも拘わらず、エピローグでは灰谷とも思える人影がジンの様子をうかがっている。
コンセプトデザインは寺田克也が担当しているが、実際は寺田のデザインのメッセージをすくい上げて桂が描いたものである。
陰禅 宗弥（いんぜん そうや）/ デゼル 〈G3〉
灰谷と並ぶ、エボル組織の幹部。木下を誘拐する際、立ちはだかったアルファスを容易く戦闘不能にした。灰谷の軽薄な態度を快く思っていなかったが、灰谷が追放された後は自分の立場に疑問を抱き、いつ灰谷同様用済みとして斬り捨てられるか不安を持つようになる。
真の姿はデゼル。エンヴィルである灰谷とは対照的に悪魔的な本体と天使的な羽を持ち、口は腹部と両手の掌にある。エンヴィルとは対となるように作られており、戦闘能力自体は灰谷を上回る。さらに、武器である槍から無数の兵隊を生み出すことができる。しかしエンヴィルの眼にはデゼルの動きを止める力が備わっており、それを知らず目を合わせてしまった為に動けなくなり、敗北（陰禅の暴走に備えての能力であり、陰禅にしか効かない）。鉄筋コンクリートと融合させられ、放置された。その後、灰谷が掃除人に殺され掛けている所にコンクリートと融合したまま現れ、掃除人を倒した後に意識を失った。
事件後、マスターによって灰谷と融合させられそうになるも、その灰谷の協力で脱出。社長となったコウガを監視、コントロールする為に彼の世話役としてアマギへと送り込まれる。
デザインはエンヴィル同様に寺田が担当するはずだったが、寺田の多忙の為に間に合わなかった為、桂が竹谷と相談して考えている。デザインのイメージは天使→悪魔、目→口と、エンヴィルを逆にしたもの。
メッセンジャー
主に灰谷の下に就いており、ジン達へ灰谷からのメッセージを伝える役割を持つ。全身をマントで覆っており、顔の部分にディスプレイのようなものが付いている。覚醒したジンを前にして怯えている様子から、戦闘能力は高くないと思われる。
マスター〈G1〉
声 - 石井康嗣
バー「EVOL」のマスター。スキンヘッドに髭を蓄えた風貌で表情は非常に優しい。二郎に命のクスリを渡していることから、エボル達の命のクスリの管理を担当している模様。
その正体は中田二郎によって生み出されたエボルの始祖であり、灰谷や陰禅、そして「伝説の13人」の上に立つエボル組織のボスである。裏返りを抑制する能力を持っており、G3よりも能力の劣るG1でありながら組織のボスに就いている。さらに、頭部を機械仕掛けの新たな身体に移植したことで灰谷にすら一瞬で致命傷を負わせる力を手に入れた。当初はZET（ジン）を組織のカリスマとして作り替えようとしていると思われていたが、既にZETに代わるカリスマの候補を生み出しており、ZETへの関心は薄れている。第一幕ではその最終的な目的は最後まで不明。元々は狼男のような姿のプレイヤーだった。
アニメ版では二郎にクスリを渡す時点でエボルのボスである事が明かされている。原作のような野望を抱く様子は見られず、事件を起こす二郎に「人間と事を荒立てないように」と忠告していた。後に灰谷の行動を止めるためということを理由に、ジンに協力を申し込み、彼と協力関係となる。
シード
マスターの新しい身体の頭脳。灰谷追放後の組織のブレインで、マスターには極めて忠実。マスターとシードは一方しか表層に出ることはないようだが、シードが見聞きした情報は即座にマスターに伝えられる模様（逆にマスターしか知り得ない情報はシードは知らない）。小さなカプセルに収められた新たなカリスマを「息子」と呼んでいた。
灰谷の部下〈G3〉
アマギタワーのテロでジン達の足止め役として現れたエボル。名前は不明。ZETに覚醒したジンと一戦を交え、優勢に持ち越したものの、加勢に来た高雅に不意打ちで銃によって攻撃され倒れる。剣を持たないジンに対し剣を捨てて戦うなどフェアな面も持つ。
アニメ版では花子をアマギタワーに連れて来る役割であった。最期はコウガに原作と同じ倒され方をした。
道化師〈G3〉
同じくアマギタワーのテロの最中に現れたエボルで灰谷の部下。液状の球体を飛ばし、指をパチッと鳴らすことで爆発させる能力を持つ。3人おり、それぞれ口調が異なる。灰谷の暴走を食い止めるためやって来た掃除人とも一戦を交え、圧倒的な力を見せ付けたかのように見えたが・・・。
彼らを撮影していたカメラマンが「アルファスのアニメに登場する怪物に雰囲気が似ている」と発言している為、木下によってデザインされたエボルである事が窺える。
アニメ版にも登場。最期はコウガに倒される。
田中 花子（たなか はなこ）〈G3〉
声 - 伊瀬茉莉也
矯正をしている17歳（3章時）。小葉と同じ高校ではあるが、知り合いではない。愛をなくした家庭に嫌気が指し、家出。その途中、たまたま留守だったジンの家のベッドで寝ていた。その後、近くでプレイヤーに襲われジンに助けられる。自分を顧みず他人のためにばかり動くジンを目の当たりにして心を動かされ、もう帰って来られないかもしれないというジンの帰りを待っていた。その後、無事に帰って来たジンの家族として暮らす誘いを告白と捉え、本人だけが恋人気分で共同生活を始める。花子という名前は自分ではあまり好きではないらしいが、ジンは「いい名前」と言い、以降は本人の意思を無視して下の名前で呼ぶ。時折、偏頭痛に襲われる体質で、常備している薬を毎日服用している。
この時点ではまだジンは恋愛感情を理解していなかった為、すれ違いからジンの態度に怒って結局は去ってしまう。一度風呂に入ってから出て行こうとしたものの途中で寝てしまい、そこを舟に襲われ、強姦されかける。その後、舟から身体を洗う為に浴槽の中に落とされ、それが幸いして家が倒壊しても無事であり、ジンに救出された。その際にコウガと面識を持ち、天城邸の部屋まで提供してもらったにもかかわらず、なぜかクリスマスイブのデート時にコウガのことを知らなかった。（ブレインスキャナーで記憶を消されたような描写はない。）
次第にジンにも本気で愛されるようになり、ジンがZETを捨てて人として生きようと考えるきっかけになる。しかし、クリスマスイブのデート中、掃除人の剣を受けたジンがZETに変異する瞬間を目撃してしまい、その姿に恐れを抱きつつも嫌いになりたくないという感情の板挟みに苦しむことになる。その後は灰谷に拉致され、ジンに対する人質として利用され、暴行を受けるもジンによって助け出された。
しかし実はその正体は巨大なプレイヤーであり、人間を砂化させていた張本人であった。G2の両親から生まれ、まだ生後3年程度であるが本人はそのことを知らず、自分を普通の高校生だと思っていた。常備薬も頭痛薬などではなく、プレイヤー達が飲む命のクスリであり、肉体が安定しない花子では一日一回以上も服用しなければならなかった（通常のプレイヤーは一か月に一回程度）。偏頭痛はそれが原因であり、また矯正器具もただ人間らしさを演出する為に着けているだけである。
灰谷に抑制の指輪を填められていたことでジンの暴きの輪を防いでいたが、真実を知らない花子がジンに指輪を外させてしまった所為（ジンに填めさせて暴きの輪を抑えようとしたため）で裏返り、自我を失って暴走。巨大なプレイヤーと化して街を破壊し始める。最後はその場に居合わせた明美を殺そうとしたため、止む無くジンに倒される。最期の瞬間には人間の姿に戻り、意識も取り戻し、ジンの腕の中で光の粒となって消えていった。
アニメ版でも同様の設定で、原作で明かされるよりも大分早く正体を明かした。但し、最期はジンではなくコウガに倒される。人間の姿に戻ることも花子としての意識を取り戻す事もなく死亡した。ジンの元に来たのはジンがより人の心を育む為（そして最後に絶望させる為）に灰谷が仕向けたのであって、本人も無自覚のうちに灰谷の差し金になっていた。
メイ〈アナザー〉
芝木が連れていた少女。しかし芝木曰く、プレイヤーではなく全く新しいプロセスで生み出されたアナザー・ジェネレーションであるため、裏返りはしないとのこと。ジンの誕生に関係があるらしいが、詳細は未だ不明。身体が不安定で、三時間おきに命のクスリを摂取しなければならず、また、髪の伸びが早い（初登場時は顔が覆い隠されるほどで、後に早苗に散髪されてショートカットになったが、翌日にはセミロングになっていた）。芝木のことは「パパ」と呼んで慕っていた模様で、彼が殺されるとその仇であるコピーを銃で背後から撃っている（ダメージはほぼ無かったが、気を逸らした事でジンの危機を救った）。
研究所脱出後は早苗が面倒を見ており、使用人時代の早苗が着ていたメイド服を着せられている（他に女の子用の服がなかったため）。度々髪を切られる所為で興味を持ったらしく、志村を実験台にして散髪の真似事をしている。第一幕では彼女に関しての謎は殆ど明かされなかった。完全体になったジンが暴走した際にはジンの名を呼んで目に涙を浮かべていたが、その理由も不明。
紺野（こんの）
原作最終回に登場。アマギ製薬の社員である男性で、小葉の務める病院に営業に来た。3～4年前にシングルマザーの女性と結婚している。
その正体は鳥型のエボルで、ジンの暴きの輪によって裏返り、戦いを繰り広げるも敢え無く敗北。冷酷な死神と聞いていたZETに温かな光を感じた事で、死に際に自身が求めていた「愛」の答えと、同時に家族に会いたいという恐怖を消し去る術をジンに求めた。しかしジンに「あんたはもう知ってんだよ。だから怖いんだ」と告げられた事で愛の意味を知り、安らかに光の粒となって消滅した。ジン曰く「あんたの光も温けえ」。
2人の女子高生
アニメ最終回に登場。一見、普通の少女だが真の姿は2人とも甲殻系のエボルである。2人組の男にナンパされていた所をジンによって裏返らせられ、その男達とジンに襲い掛かろうとしたが、ZET化したジンに呆気なく瞬殺された。

### その他
梶村（かじむら）
明美と一時的にヒモの関係だった男。手切れ金を払わない明美に逆上し、取り巻きを連れて彼女を襲うがジンに撃退された。その後、マンションに侵入して刃物で明美の顔に消えない傷を作ったが、それがきっかけで一時的にZETに覚醒したジンから攻撃され、顔面を複雑骨折する重傷を負う。
アニメ版では切り裂き魔のプレイヤーがジンと明美を襲う為、最初にジンに倒されて以降は登場しない（明美の顔に傷をつける役目も切り裂き魔の方になっている）。
佐山（さやま）
声 - 菅生隆之
ジンを幼少の頃から知る警察官。一連のプレイヤー事件に対し、疑いの目を持っている。梶村に襲撃された事件の後、街を彷徨っていたジンを保護する。その際に彼の教えた「辛い時こそ顔を上げろ。地べたに希望は転がっていない。」という言葉は未だにジンの中に響いている。
時は流れ、青年に成長したジンと偶然にも再会。人助けの為とは言え、暴力沙汰でよく警察の世話になるジンを気にかけており、ジンからも少なからず慕われている。ジンを監視していた部下を追ってアマギタワーに行った際、テロに巻き込まれる。テロリストと戦いながらビル内を進んでいたが、やがて窮地に追い込まれ、そこをジンに救われて彼と行動を共にする。後にジンの正体を知るが「あいつほど純粋で心の澄んだ人間はいない」と、ジンへの見方を変えなかった。事件後、コウガの事情聴取を行い、場合によっては逮捕しようと考えていたが、ジンが彼の記憶を消した事で有耶無耶になる。
朋美（ともみ）
声 - 片岡あづさ
小葉の同級生で友人。中学時代よりコウガに憧れている。コウガがサッカーチームの祝勝パーティーで堂々と「将来の夢は正義の味方」と言い放った事で一度は幻滅するが、彼が実際に人命救助を行った事で以前にも増して憧れるようになった。軽い性格に見えるが、コウガの苦悩や小葉の恋心を見抜くなど思慮深い一面も持つ。コウガのファンという事で中田二郎事件に危うく巻き込まれかけたものの、「わざわざそんなイベントに参加しなくても、自分はいつでも（コウガと）会える」と案内メールを無視した為に難を逃れた。高校時代には小葉と共に磯野兄弟に拉致される。一時はジンに助けられるが、瀕死の小葉を前にして泣きじゃくる事しかできず、ジンも殺されかけた事で危機に陥るも、アルファススーツを纏って駆けつけたコウガに小葉共々救われた。その後、ブレインスキャナーに掛けられ、事件の記憶を失った。
アニメ版では高校時代のみの登場。
今村（いまむら）
小葉の同級生。クラスのお楽しみ会の準備の集まりで、不良グループのカツアゲの被害に遭い拉致された。自己中心的な性格で、そもそもカツアゲも万引きの現場を目撃されて脅迫されたためである。そのため、クラスメイトからの評判はあまり良くない。助けに来た小葉が、今村と引き換えに下着を差し出すようにと強要されると、小葉の恥よりも自身のことを優先して「早くしろよ」と怒鳴りつけ、逆に小葉の反発を買う。その直後に現れたジンにも助けを求めるが、手の甲で弾き飛ばされ、そのまま追い払われた。
橋本 茉柚（はしもと まゆ）
声 - 藤村歩
園ノ花森女子高等学校1年（2章時点）でコウガのファン。内気な性格で、前髪で顔を隠したがる。大勢のファンと共に中田二郎事件に巻き込まれ、田坂の乱行パーティの参加者に選ばれてしまう（この為、他の少女のようにレーザーで始末されずに済んだ）。しかし強力な媚薬による催淫効果を受けた状態であっても性交を頑に拒み、コウガのコピーに犯されても決して屈する事は無く、やがて一郎に助けられた。実は中学3年の時に援助交際（自供によると15回）で捕まっているが、その過去を恥じて忌み嫌っており、自身は汚れていると感じている（援助交際を行っていた理由は語られていない）。一郎と共にコウガと合流すべく研究所を進むも、田坂に捕まってしまい、コウガの前に突き出されて性交を強要されかける。直後、研究所が爆発した事で難を逃れ、コウガと共に脱出を目指し、途中で二郎に撃たれてしまうが、コウガのプロテクターを付けていた為に無事であった。その際のショックで意識不明に陥りながらも、コウガが出口付近まで担いで行った事で共に早見達に救出され、二郎事件におけるコウガを除いた唯一の生存者となる。
事件の記憶はブレインスキャナーで消去されているが、事件後にコウガが彼女の生徒手帳を返しに行ったことがきっかけとなり、交際に発展。現在はコウガの恋人として振舞っている。しかし、何故憧れの存在だったコウガが自分と付き合っているのか疑問に思っており、コウガのような清く正しい人物に自分は相応しくないと考えつつも、自分にとっては唯一の人だから別れたくないと苦悩している。クリスマスのデートの際、コウガとの明確な繋がりを求めて彼と身体を重ねようとしたものの、二郎事件のトラウマから拒絶され、直後にクリスマスの惨劇が起こった為にホテルに残される。それ以来コウガは茉柚と連絡が取れなくなったが、彼女自身が以後登場しなかった為、その理由は最後まで不明。
アニメ版では援助交際の設定は無くなっている。サッカーチームの祝勝パーティーの時点で登場しており、「将来の夢は正義の味方」と言ったコウガを「可愛い」と言っていた。二郎事件では隠し通路に気付いて中に入った所を一郎に蟲を付けられて操られ、コウガの案内役をさせられた後にコウガを脅迫する人質にされる。最後はセルデリートOP1で自殺されそうになるがコウガの機転で阻止され、一郎が死んだ事で正気に戻った。直後にアマギタワーでのテロが発生するため、記憶を消されることもなく、車で三人組と共にコウガを見守っていた。原作と違い、自分に対する後ろめたさがないためにコウガとの仲がすんなりといっており、三年後のエピローグでも彼と暮らしていた。
律子（りつこ）
声 - 柚木涼香
二郎事件に巻き込まれた女性。原作では名前は明かされない。友人にサインを貰ってきて欲しいと頼まれて参加しただけで本人はコウガのファンではない。惨劇が始まった際にはコウガを平手打ちし、罵倒するが、茉柚に窘められる。満身創痍になりながらもハンマーマンと戦うコウガの姿に心を打たれ、ファン達がコウガを罵る中で一人だけコウガを庇った。しかし最期は他の少女達共々レーザーで殺害されてしまう。原作では彼女を助けようと手を伸ばした事でコウガは右手を失った。
鈴木 聡史（すずき さとし）
3章において葉子が参加しているボランティア活動の参加者で、ジンの周囲のホームレスと顔見知り。ボランティア活動の中心人物と思われる。また、ホームレス達は葉子を彼とセット扱いしていることから、葉子とは深い関係であった。ジン達が天城邸を脱出した後は彼らに協力し、住居の手配を行った。
しかし、実際は灰谷の協力者であり、アマギへの恨みを抱いている。元々はアマギの情報管理部の社員であったが、婚約者の事故死が実はアマギの人体実験の結果である事を突き止め、復讐の為に早見へと情報をリークしていた。葉子に近付いたのも復讐に利用する為だが、すっかり感情移入しており、灰谷にも葉子や小葉には危害を加えないように懇願していた。清造を婚約者の仇として憎んでいるが、実際に人体実験を指示したのは光鎧であり、その点に関しては思い違いをしていた事になる。
アマギタワー崩壊の際には良心の呵責からか率先して避難を誘導していたが、最期は瓦礫の下敷きになり、コウガに殺されそうになるも手を下すまでもなく死亡した。彼のアパートには小葉がそのまま暮らしている。
アニメ版ではボランティアスタッフの一人として僅かに登場したのみで、特にストーリーには絡まない。
タジマ
声 - 酒巻光宏
ホームレスの一人で、ホームレス達のまとめ役的存在。ジンが海老蔵に重傷を負わされた際には犯人を叩きのめすように皆を鼓舞し、その犯人が化け物だと知っても尚「美味い物をたらふく食わせてもらった恩返し」として、ホームレスを率いて命懸けで海老蔵の分身達に立ち向かった。海老蔵本体の出現で死を覚悟するが、コウガに救われる。
アニメではジンとは親しくはないが、ジンがホームレス狩りから自分達を守ってくれていた事を知っており、原作同様に海老蔵の襲撃時にはジンを守るために戦おうとした。三年後のエピローグでは小葉と明美の炊き出しに参加している様子が映る。
木下（きのした）
元・天プロのアニメーターで、「銀河超人アルファス」の生みの親。過去に光鎧の依頼を受け、「生物的なヒーロー」（=ZET）のデザインも行っていた。アルファスシリーズ放送終了後、陰禅らエボルによって「デザインの仕事を依頼したい」として誘拐される。
木下の友人
ワイドショーのプロデューサーを務める色黒の男性。名前は現時点では不明。木下に見せられたZETのラフを「ゼットマン」と呼んだ。以前蜘蛛男を写真に収めており、プレイヤー達の殺戮を偽映像だと説明する報道にも騙されなかった。行方不明の木下からの招待状を受けてアマギタワーに赴いた際にテロに巻き込まれ、早見に撮影を強制される。事件後はヘリで脱出。その際に、ジン（ZET）に助けられた子供に「ゼットマン」の名を教えた。

## 用語

### N・E・Tプロジェクト
霧島と神崎を中心としたアマギコーポレーションによる極秘プロジェクトで、N・E・Tを造り出す事が目標。
N・E・T（ネット）
クローンではない全くオリジナルの「人類とは全く別の新たな地球人」のことでN・E・Tプロジェクトの最終目標。
偽造人間（ぎぞうにんげん）
霧島・神崎両博士によって造り出されたN・E・Tの前段階。器として考えた時に人間の3倍程の容量があるが、中身は同量のため非常に不安定で、生成液を出ると97分でメルトダウンする。容姿形成システムによって実在の人間の情報を与えることによって、その人間そっくりの形態へと変わっていくが、クローンではないため人間とはDNAが異なる。
メルトダウン / 肉体溶解（にくたいようかい）
偽造人間などの人造生命に発生する、肉体の維持が不可能になって身体が溶け出す現象。肉体が溶解するため当然生命維持も不可能となる。作中用語ではあるが原子力発電所などにおける炉心溶融のことをさす本義とニュアンスは近い。

### プレイヤープロジェクト
加部の提案により、二郎を中心としてN・E・Tプロジェクトから独立させられたプロジェクト。N・E・Tの目的から外れ、金儲けのための「おもちゃ」としての生命創造を目的とする。
プレイヤー
N・E・Tプロジェクトの資金源として、ごく一部の富裕層を対象とした見せ物（闘技場におけるプレイヤー同士の殺し合い）のために造られた人造生物達のこと。
二郎の考案した「異胞共有による安定」に基づき、補足体によって「裏側」を満たし偽造人間を安定させたもの。成功体であれば97分でのメルトダウンは防げるが、人間の3倍の早さで成長（=老化）するため寿命が短い。この老化の早さは「命のクスリ」によって解消される。
初期の個体の容貌は補足体によって裏返った際の形態で決まり制御することは出来なかったが、第二世代以降においては偽造人間の容姿形成システムを引き継いだ方法によって制作者の意匠の反映も可能となる。
20年ほど前に闘技場より13体が逃亡。客は全員殺され、研究員も何人かが拉致された。その後量産用のプラントなどを襲撃して不完全体などを連れ出し、さらには今なお増えている可能性もあり、現在のどれほどの数が存在しているかは不明。逃亡者達は、エボルとして人間界にとけ込み人間の振りをして暮らしている。長年騒ぎを起こすこともなかったが、1章の頃から裏返って殺人などを起こすものが現れ始めた。
成長抑制剤 / 命のクスリ
老化の早いプレイヤー達が生命を維持するために必要な薬。バー・エボルにおいて入手可能。一郎蘇生の際に二郎もこの薬が必要な体となっている。すっかり老け込んでいた二郎が、この薬によって若返っていることから、正確には老化を抑制するというよりも、進みすぎた老化を逆行させる効果を持つ。
補足体（ほそくたい）
偽造人間からプレイヤーを造る際に、その器の容量を満たすために利用する人間以外の中身のこと。初期の物は動物などからDNAを採取し製造していたが、のちに偽造人間の容姿形成システムを応用した物が実用化される。
裏側（うらがわ）
プレイヤーの普段表には出てこない性質。補足体によって補われる部分なので、文脈によっては補足体とほぼ同義になる。
裏返る（うらがえる） / 目醒める（めざめる）
「裏側」が表に現れることを「裏返る」もしくは「目醒める」と表現する。裏返ると人間以外の性質が表に出てくるため、文字通り人外のモンスターへと変身し、理性を失い興奮状態に陥る。このため暴走し猟奇殺人などを起こすことから、エボルでは裏返ることを禁止しており、裏返った者は掃除人によって始末される。自分を抑えられず裏返った者は組織からは「欠陥品（ディフェクター）」と呼ばれる。
エボル
逃亡したプレイヤー達の自称。及び、組織の通称。人間の愛を否定する意味で(「LOVE」を反対から読むと「EVOL」)エボルと名乗るようになった。バー・エボルが溜まり場となっている。その出自によって3世代に分けられ、N・E・Tプロジェクトの資金源として作られたプレイヤーが第1世代 (G1)、特殊能力を使えるように作り出された者が第2世代 (G2)、現行のシステムで生み出された最新の者が第3世代 (G3) となる。また、最初に闘技場から脱出したG1の13人は「伝説の13人」と呼ばれている。組織の方針により人間にとけこみ平和に暮らしているが、人間との対立を望むものも存在する。
プレイヤーと呼ばれる事を非常に嫌い、エボル同士ではプレイヤーという言葉が侮蔑の言葉になっている。ただし闘技場でプレイヤーとして闘っていた"G1"の中には自らプレイヤーを名乗る者もいる。
上述の通り、第2世代からは制作者の意匠の反映も可能となった為、ベースとなった動物に更にモンスター的な特徴を加えたデザインが目立っている。第3世代ではシステムの進化に伴い、アニメチックなものや天使、悪魔と言った現実離れしたデザインも可能となった。
組織としての発祥は17年前。当時はマスターともう1体のプレイヤー、そして拉致した数人の科学者のみでまだ組織として確立していなかったが、時を経て現在では既に日本の中枢にまで深く根を伸ばすほどに拡大している。頂点には始祖であるマスターが君臨。当初は灰谷と陰禅がNo.2の幹部としてその下に就いていると思われていたが、実際はマスター以外の伝説の13人が最高幹部を務めている。
闘技場（とうぎじょう）
アマギによって作られた、プレイヤー同士の殺し合いを見物するための施設。秘密を厳守するため選ばれた者のみが高額な入場料を払って初めて入場することを許された。単に殺し合いを見物する他、プレイヤーの勝敗に対する賭博も行われ、莫大な金を積むことによってオーナーとしてプレイヤーを所有することも出来た。プレイヤーの脱走時に見学者は全員死亡。以降はエボルのアジトとして使われている。
暴きの輪（あばきのわ）
プレイヤーを裏返させる力を持つ輪のこと。装置として闘技場に設置されていた他、ジンの左手にも存在。
魔法のクスリ
灰谷が「プレイヤーの体を溶解させる掃除人の分泌液の効果を、無効にする薬」と嘘を吹き込み、磯野兄弟に与えた物。実際は何の効果もない。
抑制の指輪
マスターの細胞から作り出された指輪。マスターの持つ「裏返りを抑制する力」を同様に有しており、プレイヤーがこれを填めている限り、例え暴きの輪に晒されようが決して裏返る事は無い。灰谷によると逆にジンが填める事によって暴きの輪の発動を抑える事が出来ると言う。
作中では灰谷がこの指輪によって裏返りを防いでいた。また、「伝説の13人」の一人が同じ指輪を填めて政界に潜り込んでおり、日本を裏からコントロールしている様子がうかがえる。

### Z・E・Tプロジェクト
脱走したプレイヤーの殲滅を目的とし、プレイヤーに対抗出来る生命を創造することが目的。N・E・Tプロジェクトと同じく、霧島と神崎が中心となっていた模様。
ちなみにZ・E・Tという名称は、N・E・Tプロジェクトの実験データにおいてN・E・Tの"N"が90°回転し、"Z"に見えたことに由来する。
Z・E・T / ZET（ゼット）
脱走したプレイヤーの殲滅を目的とし、プレイヤーに対抗出来る生命体。また、この生命体が覚醒した状態を指す。霧島の考案したシステムを使い、神崎によって生み出されたジンが唯一の成功例。普段はZET細胞の割合が低く、限りなく人に近い生命体である。覚醒を止め人の姿に戻るためには周りにいるプレイヤーを殺さなければならない。
主な変身方法は、覚醒補足成剤の使用か瀕死の重傷を負ってZET細胞をショックで覚醒させるかのどちらかであった。また、完全なZETになるにはZET細胞を三回爆発させる必要があり、これは主に感情の爆発によって引き起こされる。
ガム使用時では全身が白一色で統一された歪な姿にしかなれず、細胞状態が不安定なためすぐにメルトダウンが始まってしまう。犀刀の角、または覚醒の杭を模したセラミック製の杭を心臓に打ち込んだ結果、白と黒を基調とした姿へと変化（「白ZET」とも呼ばれる）。後に早苗の作ったガムで自由にこの姿になれるようになる。
アマギタワーでのテロの際、灰谷が用意した覚醒の杭を打ち込んだことで遂に完全体へと覚醒する。しかし当初は自我を失っており、読み切り版ZETMANにおけるゼットマン最終段階を彷彿させる、顔の隠れた姿となっていた。一時的にだが読み切り版同様、翼と尻尾すら生えていた。
ジンのクローンに謎の薬品を打ち込まれて以降、記憶が途切れる症状が度々発生。また、頭部から延びる物質が顔面を覆おうとする現象が何度か起きており、赤子がいる場所で戦おうとしたコウガに対する怒りと悲しみにより再び顔が隠れて一時的に自我を失った。これらについては第一幕では明かされる事はなく、ZETに関しては未だ多くの謎が秘められている。
アニメ版では放火魔戦で既に白ZETになっており、更にセラミック製の杭を打ち込んだ際には一時的に完全体となった。しかし海老蔵との戦いの最中に杭が砕け、白ZETに戻る。以降は終盤で覚醒するまで全身白の不完全な姿であった。また、コウガはZETを自分の理想のヒーロー像として「ゼットマン」と呼んでいた。最終局面では、コウガとの戦闘の際に翼と尻尾が生え、顔が隠れた姿に変異しかけるが、ジン自身の意志力で正気に戻った（尻尾のみ残ったまま）。
なお、原作ではジンはジャケットにのみ皮膚と衣服を同化させる薬を使っているため、完全体になるまではZETになってもズボンは履いたままだった（アニメではその時々に応じて変わる）。
プロトタイプ
霧島が考案し、ジンを生み出したシステムを使わずに造られたZETの前段階。同一デザインから作成されたため、外見は類似しているが、能力・知能ともにZETに遠く及ばない。初めて変身したジンにわずか一撃で倒された。
完全体（かんぜんたい）
ZETの最終形態。ジンを人にすることを目標としていた神崎にとっては人の状態で細胞が安定することを指し、プレイヤーを滅ぼすことを求めている人間達にとってはZETの状態で安定することを指す。赤と黒を基調とした姿が特徴的。完全体となってからは、ジンの側に居るプレイヤーはジンの左手の暴きの輪によって強制的に裏返ってしまうようになり、そのプレイヤーが死ぬか抑制の指輪を身に付けて裏返りを解くまで、ジンは人の状態に戻れなくなる。アニメ版ではZETの暴きの輪で強制的に裏返ったプレイヤーは二度と人間の姿になれなくなると語られている。
覚醒補足成剤（かくせいほそくせいざい） / ガム
人の状態のジンをZETへと覚醒させ、肉体の破損を修復する効果のある薬。通称通りガム状をしており、噛んでからしばらく経つと覚醒がはじまり変身するが、効果は一定時間で切れる。使用後しばらくしてから、激痛が走る副作用がある。当初は全身白の不完全な姿にしか成れなかったが、後に早苗の不眠不休の作業によって改良され、激痛の副作用も無く白ZETまで覚醒可能になる。

### アルファスプロジェクト
早見が中心となり、アマギの軍事産業部で企画された、コウガをヒーローにする為のプロジェクト。
銀河超人アルファス（ぎんがちょうじんアルファス）
声 - 新垣樽助
ジンやコウガが幼少の頃にテレビで放映されていたアニメの変身ヒーロー。制作はアマギの関連会社・天プロが行なっていた。コウガの憧れの対象であり目標。また、コウガはグッズのコレクターでもある。初代の完結後もシリーズは続いたが、9年目の「アルファスサンダー」を最後にシリーズは終了した。
ちなみに、アルファスのデザインは木下によるZETデザインのボツ案から生まれている。コウガの3歳の誕生日に光鎧からのプレゼントして非公式に製作されたのが始まりであり、コウガの為だけに毎年一本ずつアニメが計五本製作され、その後で本放送に至ったという経緯がある（コウガ自身は初代以外には興味が無い）。
アルファススーツ
コウガをアルファスへと変身させる、アルファスプロジェクトの集大成。生体認証によってコウガ以外には操作不能。装備者の運動能力を増幅させ、脳内の記憶を読み込むブレインスキャナーを応用することにより、コウガの思考が即座に反映される様になっている。腕部にセルデリートOP1を格納、戦闘時にはそれを使って戦う。デザインは竹谷隆之が担当。
当初プロトタイプとも言えるアルファススーツが開発されたが、カラーリングの問題（オリジナルは白だが、敵に発見されるリスクなどを考慮されて黒だった）やマント・頭部のエンブレム（当然実戦では邪魔になるものばかり）がないとしてコウガがダメ出しし、それをわずか三日で現在のアルファススーツへとスタッフが作り変えた。しかしマントは流石に無理があったのか、実際はコート状になっている（それでもコウガは泣いて感激した）。
アニメ版ではコウガのデータから量産型（デザインはコウガがダメ出ししたプロトタイプのもの）が生み出され、アマギの実戦部隊へと配備されていた。
セルデリートOP1
声 - 小野友樹（音声）
アルファスの武器。この武器はシュートモード（銃）と、カットモード（剣）があり、小型のプレイヤーなら簡単に倒すことができる。どちらもエネルギーを消費して使用できる。また、エネルギーカプセルを取り替えることでエネルギーの充電は回復させることが可能。アニメ版ではジンが使う事もあった。
ファルコン テスト機
コウガがアルファスで出動する際に使用する乗り物。小葉を助けに向かう際にファルコンのテスト機で出動している。テスト機というだけあり着陸・空中静止は出来ないため、着陸には脱出用のフライングハンガーを使用。

### その他
中田二郎事件（なかたじろうじけん）
中田二郎がアマギへの復讐のために加藤（早見）、田坂と共謀して起こした事件。かつてのプレイヤープロジェクトの地下研究施設の上にカラクリ屋敷を建造し、そこにコウガと彼のファンの少女達を拉致して実行に移された。その目的はコウガの正義の冷徹さを試すテストであり、不合格の場合はコウガを殺すことも厭わなかった。
しかし真の目的は早見、田坂によるアマギ乗っ取りのための計画であり、二郎もアマギへの恨みを利用されただけである。天城一族失墜のために殺人ゲーム（ハンマーマンによる虐殺）が行なわれるが、田坂はそれだけでは弱いとしてさらにコウガに化けた偽造人間による乱交パーティ（媚薬で少女との性行為におよび、その後少女を殺害。その光景を録画するというもの）を実行した。
コウガは満身創痍になりながらもハンマーマンを倒すが、少女達は茉柚以外の全員が殺されてしまい、コウガ自身も右腕を失ってしまう。しかし一郎の協力によってコウガは茉柚を連れて脱出。二郎、一郎、田坂は死亡する。コウガは重傷を負ったが一命を取り留め、以降はアルファスプロジェクトの実現に向けて動き出す。茉柚は大きな精神的ダメージと軽い怪我を負ったものの、ブレインスキャナーで記憶を消された（唯一の生存者ということで扱いに苦慮され、一時は始末することすら考えられたが、コウガがこの事件で救った唯一の人間、成し遂げた成果として記憶の消去で落ち着いた）。犠牲となった20人以上の少女達についてはアマギの情報操作によって騒ぎにならないように処理された。
ちなみに拉致された少女達はほとんどが過去に万引きやいじめなどの問題行動を起こしており、コウガに「命懸けで（広義で言えば）悪人達を守っていた」という事実を突きつけて、彼の信じる「正義」を打ち砕かせる意図があった。
アニメ版では設定が大幅に変更され、コウガの中学時代ではなく、クリスマスの惨劇と平行して発生した。また、場所も救助にきた3人組が「割と近い場所」としか言っておらず、地上に出たコウガの眼前にはアマギタワーが聳え立っていた。ハンマーマンによる殺人ゲームと少女達の殺害は原作通りだが、コウガの右腕が切断されることもなく、田坂がアニメに登場していないためか偽造人間による乱交パーティーもない。事件の黒幕である早見は直接姿を見せ、一郎がコウガに協力することもなかった。最後はアルファスを汚された事に逆上したコウガが早見、二郎、一郎を殺害し、茉柚を抱えて脱出。原作のように研究所が崩壊することはなかった。
未確定脅威対策法（みかくていきょういたいさくほう）
アマギタワーの事件の後、内閣から提出された法案。全国民は外出時におけるGPSシステムの携帯を義務とし、各区画の移動には検問所でのDNA認証を必要とする。現在、生活する居住地の変更も原則的に禁止され、海外への渡航、海外からの入国すらも禁止される。
表向きにはエボルという脅威に対しての法律だが、それを取り仕切る者達がエボルである為、実態はエボルが日本を思いのままにコントロールする為の法整備である。与野党からの激しい反対があったものの、既に政界に手を伸ばしているエボルの工作によって、不自然なほどの圧倒的賛成多数で強行可決された。当然、国民からの反発も激しく、各地で抗議デモや反対集会が頻発したが、それに対して政府は「未確定脅威対策法を批難する発言や行動は未確定の脅威と認め、厳重に処罰する」という条文を加え、集会やデモはおろかインターネット上の書き込みすらも犯罪と見做されるようになった。結果、日本はエボルによる完全なる管理社会と化してしまう。
アニメでは黒幕であるマスターが野望を抱いていないため、登場しない。

## 第二幕「-ZET- 暴きの光輪」
単行本20巻の巻末に記載された第二幕のタイトル。当時桂は第二幕を執筆するつもりであったが、「漫画制作がアナログからデジタルへの過渡期で、『私がついて行けなくなったのが大きく』」なったことや「他の仕事に忙殺され」たり、桂自身の体力のこともあって中断したという。自身は原作者としてネーム原稿を手掛け、他の作家に作画を頼む方式も考えたがやはり自分で描きたいという思いもあり、それも実現していない。ただ、忘れてはおらず何らかの形で制作したい旨も表明している。

## 小説
タイトルは『ALPHAS ZETMAN ANOTHER STORY』。
ZETMANと同じ世界観で描かれるもう一つの物語。
天城 高雅を主軸にストーリーが展開していき、彼の求める「正義」というテーマがより深く掘り下げられている。
小説ながらこちらの単行本はZETMANの物と同様の仕様となっている。

### あらすじ（小説）
アルファス23番目の試作機「Wフレーム」が暴走。その鎮圧の中で、コウガは己の正義について葛藤することとなる。

### 登場人物（小説）
本編にも登場する人物については省略。
建野 翼（たての つばさ）
アルファスに救われた中学生。少女のような外見をした少年。
青井 夢（あおい ゆめ）
ツバサの前に現れたボーイッシュな性格の少女。高校生。

## 読切版
『週刊少年ジャンプ』1994年特別編集オータムスペシャル掲載。49ページ。『ZETMAN 桂正和短編集』に収録されている。
バットマンをモチーフにしたと思われるゼットマンのデザイン、主人公の名前（どちらも「ジン」。ただし漢字は異なる。）等、連載作品『ZETMAN』といくつかの類似性は見られるが、設定はほとんど別ものである。ただし両作には、単純な勧善懲悪に疑問を投げかけた「正義とは? 悪とは何か? 」というテーマが垣間見られ、この読切り作品が連載作品のプロトタイプとなっている事はうかがえる。
収録短編集の表題作とされ、桂自身が「最も気に入っている作品の一つ」として公言している作品ではあったが、勧善懲悪的な物が求められる当時の少年誌の編集部にとっては非常に受けの悪い作品であった。

### あらすじ（読切版）
阿久野（あくの）市に住む23歳のゲームプログラマー黒乃神は、自ら開発したAI・SUPER(超人工頭脳)により無限の展開をしてエンディングを迎える、正義を行うことでヒーロー「ゼットマン」を育てるシミュレーションゲームを開発していた。正義感が強く排他的な黒乃だったが、唯一白井幸子だけには心を許していた。
ある日、マンションが雷の直撃に遭い、パソコンのモニター画面の中からAI・SUPERの少女アイスが現れ、黒乃は正義の怪人ゼットマンに変身する能力を得る。ゼットマンは水を得た魚のように、次々と悪を撃ち沈めていき、レベルアップを重ね、尻尾を生やし、翼を得ていく。その姿は、悪魔の姿そのままだった……。
銀行強盗に温情を見せたばかりに、人質が殺害されたことから、悪に対峙するとき「感情は必要ない」と悟った黒乃は、更なるレベルアップのためプログラミングにより、街中にザコモンスターを発生させる。しかし、それを阻止した幸子が、アイスによって最終ボス「デス」へと変貌し、ゼットマンの前に立ちふさがる。「愛と優しさ」を説くデスだが、ゼットマンは「その戯言の全てが正義には必要無い」と一蹴し、デスを剣で殺害する。
その後、すべての感情を失ったゼットマンは、余計な破壊を行わず機械的に悪のみを打ち倒す「真のヒーロー」となっていた。

### 登場人物（読切版）
黒乃 神（くろの じん）
ゲームプログラマ。23歳。ヒーロー育成シミュレーションゲーム「ZETMAN」を制作。事故で死亡した母の影響で「正義」に固執する。落雷の影響によりゲーム中のキャラクター「ゼットマン」に変身できる様になり、町の悪を打ちしずめていく。
白井 幸子（しらい さちこ）
黒乃が唯一心を許す人間。恐らく会社の同僚。
ちなみに、ジャンプ本誌に掲載の際、「白井」ではなく「白川」という名前で呼ばれている箇所があった。
これは、同作者の「電影少女」の恋編に出てくる「白川あゆみ」と間違えたと思われる。
アイス
黒乃が開発したゲーム内のAI・SUPER（超人工頭脳、AI・S）が、落雷によるバグによって実体化したもの。ゼットマンのレベルアップを行う。

## テレビアニメ
2012年4月より、読売テレビ・TOKYO MX・BS11にて放送。全13話。ナレーションは遠藤憲一が務めている。
ストーリーは原作第一話からアニメ放送時点における原作の進行度より少し進んだ展開まで（原作も既に終盤であった為、一つのストーリーとして完結している）。原作者が脚本会議に参加しており、長大な原作の物語を1クールのアニメ用に凝縮・再構成している。その為、原作とは異なる展開や設定があり、結末は原作とはやや異なったものとなっている。また、原作より進む関係上、当時まだ原作では秘密だった田中花子の正体が先行して明かされている。

### スタッフ
- 原作 - 桂正和（集英社「週刊ヤングジャンプ」連載中）
- 監督 - 鍋島修
- シリーズ構成・脚本 - 冨岡淳広
- キャラクターデザイン - 高谷浩利
- プレイヤーデザイン - 鈴木勤
- サブキャラクターデザイン - 岩佐裕子
- メカニックデザイン - 水村良男
- 美術監督 - 吉原俊一郎
- 色彩設計 - 中尾総子
- 撮影監督 - 葛山剛士
- 編集 - 長坂智樹
- 音響監督 - 高寺たけし
- 音響制作 - HALF H・P STUDIO
- 音楽 - ガブリエル・ロベルト、suble、笹本安詞、柳浦遊、笹野芽実
- チーフプロデューサー - 尾崎穏通、足立聡史、伊藤憲浩
- アニメーションプロデューサー - 竹村逸平
- プロデューサー - 鶴木洋介、高野貴志、古澤佳寛、北田修一、波多野淳一
- アニメーション制作 - トムス・エンタテインメント
- 製作 - 「ZETMAN」製作委員会

### 主題歌
オープニングテーマ「dots and lines」
作詞 - 一青窈、Mummy-D / 作曲 - 小林武史、Mummy-D / 編曲 - 小林武史 / 歌 - 一青窈 loves Mummy-D
第1話はEDに使用。
エンディングテーマ「とめる」
作詞 - 一青窈 / 作曲・編曲 - 小林武史、武部聡志 / 歌 - 一青窈

### 各話リスト
| 話数     | サブタイトル | 絵コンテ                     | 演出       | 作画監督                       | 総作画監督               |
| -------- | ------------ | ---------------------------- | ---------- | ------------------------------ | ------------------------ |
| 第一話   | 未熟な感情   | 鍋島修 高谷浩利              | 鍋島修     | 岩佐裕子                       | 高谷浩利 鈴木勤          |
| 第二話   | 紅蓮の中で   | 本多康之 高谷浩利            | 原田奈奈   | 戸部敦夫                       | 高谷浩利 鈴木勤          |
| 第三話   | 涙           | 菅井嘉浩 高谷浩利            | 菅井嘉浩   | 清水貴子                       | 高谷浩利 鈴木勤          |
| 第四話   | 疫病神       | 本多康之 高谷浩利            | 坂口竜太郎 | 池内直子                       | 高谷浩利 鈴木勤          |
| 第五話   | アルファス   | 鍋島修                       | 鍋島修     | 小山知洋                       | 高谷浩利 鈴木勤          |
| 第六話   | 人質         | 本多康之 高谷浩利            | 宮原秀二   | 小谷杏子 小美戸幸代            | 岩佐裕子 鈴木勤          |
| 第七話   | 暴きの輪     | 米たにヨシトモ 高谷浩利      | 原田奈奈   | 安藤義信                       | 高谷浩利 鈴木勤          |
| 第八話   | 普通の家族   | 堀之内元                     | 原田奈奈   | 清水貴子                       | 高谷浩利 岩佐裕子 鈴木勤 |
| 第九話   | 形見の行方   | 坂口竜太郎 本多康之 高谷浩利 | 坂口竜太郎 | 池内直子                       | 高谷浩利 鈴木勤          |
| 第十話   | パーティー   | 本多康之                     | 原田奈奈   | 敷島博英                       | 岩佐裕子 鈴木勤          |
| 第十一話 | 操り人形     | 菅井嘉浩                     | 菅井嘉浩   | 小美戸幸代 虎助遥人            | 高谷浩利 鈴木勤          |
| 第十二話 | 赤い杭       | 本多康之                     | 本多康之   | 岩佐裕子 安藤義信 とみながまり | -                        |
| 第十三話 | 葬列         | 鍋島修                       | 鍋島修     | 高谷浩利 鈴木勤                | -                        |

### 放送局
| 放送地域   | 放送局             | 放送期間                      | 放送日時           | 放送系列       | 備考             |
| ---------- | ------------------ | ----------------------------- | ------------------ | -------------- | ---------------- |
| 近畿広域圏 | 読売テレビ         | 2012年4月2日 - 6月25日        | 月曜 26:23 - 26:53 | 日本テレビ系列 | 『MANPA』第2部   |
| 日本全域   | ニコニコチャンネル | 2012年4月3日 - 6月26日        | 火曜 24:30 更新    | ネット配信     |                  |
| 日本全域   | BS11               | 2012年4月6日 - 6月29日        | 金曜 24:00 - 24:30 | BS放送         | 『ANIME+』枠     |
| 東京都     | TOKYO MX           | 2012年4月6日 - 6月29日        | 金曜 25:00 - 25:30 | 独立局         |                  |
| 日本全域   | キッズステーション | 2012年4月25日 - 7月18日       | 水曜 24:00 - 24:30 | CS放送         | リピート放送あり |
| 日本全域   | AT-X               | 2013年10月10日 - 2014年1月2日 | 木曜 22:30 - 23:00 | CS放送         | リピート放送あり |

## WEBラジオ
『ZET NIGHT RADIO』は、2012年4月から6月まで超!A&G+とHiBiKi Radio Stationで配信されていたラジオ番組。
パーソナリティ
- 浪川大輔（神崎人 役）、宮野真守（天城高雅 役）

## ソーシャルゲーム
2013年2月26日からパクレゼルヴによりMobageでソーシャルゲームが提供された。プレイヤーはキャラクターを集めて強化しながら、パーティーを組み、自分の正義を証明するために勝利を目指すソーシャルカードバトルゲーム。
カードイラストはトムス・エンタテインメントが担当している。

## パチスロ
『パチスロZETMAN』
2017年1月10日にEXCITEより導入。

## 書誌情報
いずれも著者は桂正和、発行は集英社より。発売日情報は全て第1刷発行日。
第一幕（全20巻）
1. 2003年11月24日（11月19日発売[12]）、ISBN 4-08-876529-X
2. 2003年11月24日（11月19日発売[13]）、ISBN 4-08-876530-3
3. 2004年05月24日（05月19日発売[14]）、ISBN 4-08-876610-5
4. 2004年12月22日（12月17日発売[15]）、ISBN 4-08-876720-9
5. 2005年06月22日（06月17日発売[16]）、ISBN 4-08-876808-6
6. 2005年12月24日（12月19日発売[17]）、ISBN 4-08-876893-0
7. 2006年07月24日（07月19日発売[18]）、ISBN 4-08-877114-1
8. 2007年10月24日（10月19日発売[19]）、ISBN 978-4-08-877340-7
9. 2008年04月23日（04月18日発売[20]）、ISBN 978-4-08-877416-9
10. 2008年08月24日（08月19日発売[21]）、ISBN 978-4-08-877493-0
11. 2008年12月24日（12月19日発売[22]）、ISBN 978-4-08-877565-4
12. 2009年05月24日（05月19日発売[23]）、ISBN 978-4-08-877637-8
13. 2009年10月24日（10月19日発売[24]）、ISBN 978-4-08-877718-4
14. 2010年04月24日（04月19日発売[25]）、ISBN 978-4-08-877803-7
15. 2010年12月22日（12月17日発売[26]）、ISBN 978-4-08-879080-0
16. 2011年10月24日（10月19日発売[27]）、ISBN 978-4-08-879186-9
17. 2012年03月31日（03月29日発売[28]）、ISBN 978-4-08-879292-7
18. 2012年11月24日（11月19日発売[29]）、ISBN 978-4-08-879436-5
19. 2013年12月24日（12月19日発売[30]）、ISBN 978-4-08-879810-3
20. 2014年10月22日（10月17日発売[31]）、ISBN 978-4-08-890025-4

短編集ほか
- 『ZETMAN 桂正和短編集』1995年7月9日。ISBN 4-08-871820-8。
- 『ALPHAS ZETMAN ANOTHER STORY』2012年3月31日。ISBN 978-4-08-703260-4。
- 『ZETMAN 総集編』2012年4月3日。ISBN 978-4-08-111046-9。